# Coppa del Mondo di bob 2021
La Coppa del Mondo di bob 2021, ufficialmente denominata BMW IBSF Bobsleigh World Cup 2020/21, è stata la trentasettesima edizione del massimo circuito mondiale del bob, competizione organizzata annualmente dalla Federazione Internazionale di Bob e Skeleton; è iniziata il 21 novembre 2020 a Sigulda, in Lettonia, e si è conclusa il 31 gennaio 2021 a Innsbruck, in Austria, svolgendosi come di consueto in parallelo alla Coppa del Mondo di skeleton. La stagione avrebbe dovuto terminare il 14 marzo 2021 a Yanqing in Cina, sede dei Giochi olimpici di Pechino 2022, ma la tappa cinese è stata cancellata in data 28 novembre 2020 per via delle restrizioni sui viaggi imposte a causa della pandemia di COVID-19 e venne sostituita con un'altra da svolgersi a Innsbruck a fine gennaio.
Sono state disputate ventiquattro gare: otto per le donne e sedici per gli uomini distribuite in otto tappe; si è avuto inoltre un numero diverso di competizioni a seconda della disciplina, essendosi svolte otto gare nel bob a due donne, dodici nel bob a due uomini e soltanto quattro nel bob a quattro uomini.
Nelle prime due settimane di febbraio si terranno i campionati mondiali di Altenberg in Germania, competizione non valida ai fini della coppa del mondo; la manifestazione avrebbe dovuto svolgersi a Lake Placid negli Stati Uniti d'America, ma per via delle restrizioni imposte a causa della pandemia di COVID-19 è stata spostata nella località sassone. La tappa di Winterberg ha assegnato inoltre il titolo europeo 2021.
Vincitori delle coppe di cristallo generali, trofei conferiti ai primi classificati nel circuito, sono stati l'austriaca Katrin Beierl nel bob a due femminile, al suo primo successo nel massimo circuito mondiale e prima austriaca in assoluto a vincere una Coppa del Mondo nel bob femminile, la quale ha preceduto in classifica le tedesche Kim Kalicki, per la prima volta sul "podio" di fine anno, e Mariama Jamanka, detentrice del trofeo 2018/19 e per la quarta stagione consecutiva tra le prime tre in classifica generale. Ad aggiudicarsi la coppa in entrambe le discipline maschili (bob a due e bob a quattro) nonché nella combinata, è stato nuovamente il tedesco Francesco Friedrich, già trionfatore di tutti e tre i trofei nel 2018/19 e nel 2019/20, il quale portò così a undici il numero di sfere di cristallo totali vinte in carriera; nel bob a due Friedrich precedette il connazionale Johannes Lochner, al suo primo podio di fine stagione nella disciplina biposto, e il ceco Dominik Dvořák, che regalò alla propria nazione uno storico terzo posto nella graduatoria generale, risultato mai raggiunto prima in nessuna specialità, sia maschile che femminile, nel massimo circuito mondiale; nella disciplina a quattro infine Friedrich sopravanzò l'austriaco Benjamin Maier, per la prima volta tra i primi tre in qualsiasi disciplina, e il canadese Justin Kripps, che bissò il terzo posto finale raggiunto nella precedente stagione. Grazie ai trionfi in entrambe le specialità, Friedrich si aggiudicò anche il trofeo della combinata maschile, davanti a Lochner (terzo nel 2017/18) e Dvořák.

## Calendario
| Tappa       | Località             | Data                | Donne     | Uomini    | Uomini        |
| Tappa       | Località             | Data                | Bob a due | Bob a due | Bob a quattro |
| ----------- | -------------------- | ------------------- | --------- | --------- | ------------- |
| 1           | Sigulda              | 21–22 novembre 2020 | ●         | ●●        |               |
| 2           | Sigulda              | 28–29 novembre 2020 | ●         | ●●        |               |
| 3           | Innsbruck            | 12–13 dicembre 2020 | ●         | ●●        |               |
| 4           | Innsbruck            | 19–20 dicembre 2020 | ●         | ●●        |               |
| 5           | Winterberg           | 9–10 gennaio 2021   | ●         | ●         | ●             |
| 6           | Sankt Moritz         | 16–17 gennaio 2021  | ●         | ●         | ●             |
| 7           | Schönau am Königssee | 23–24 gennaio 2021  | ●         | ●         | ●             |
| 8           | Innsbruck            | 30–31 gennaio 2021  | ●         | ●         | ●             |
| -           | Altenberg            | 1º–14 febbraio 2021 | Mondiali  | Mondiali  | Mondiali      |
| Totale gare | Totale gare          | Totale gare         | 8         | 12        | 4             |

|  | Tappa valida anche per il campionato europeo |

| Yanqing | 14 marzo 2021 | ● | ● | ● | 28 novembre 2020 |

## Risultati

### Donne
| Data             | Località             | Specialità | Prime classificate                         | Seconde classificate                                                             | Terze classificate                                                               |
| ---------------- | -------------------- | ---------- | ------------------------------------------ | -------------------------------------------------------------------------------- | -------------------------------------------------------------------------------- |
| 21 novembre 2020 | Sigulda              | A due      | Mariama Jamanka Vanessa Mark Germania      | Katrin Beierl Jennifer Onasanya Austria                                          | Kim Kalicki Anabel Galander Germania                                             |
| 28 novembre 2020 | Sigulda              | A due      | Laura Nolte Leonie Fiebig Germania         | Mariama Jamanka Vanessa Mark Germania e Kim Kalicki Ann-Christin Strack Germania | non assegnato                                                                    |
| 13 dicembre 2020 | Innsbruck            | A due      | Laura Nolte Deborah Levi Germania          | Kim Kalicki Ann-Christin Strack Germania                                         | Mariama Jamanka Leonie Fiebig Germania                                           |
| 19 dicembre 2020 | Innsbruck            | A due      | Stephanie Schneider Leonie Fiebig Germania | Laura Nolte Deborah Levi Germania                                                | Kim Kalicki Ann-Christin Strack Germania                                         |
| 9 gennaio 2021   | Winterberg           | A due      | Laura Nolte Deborah Levi Germania          | Kim Kalicki Ann-Christin Strack Germania                                         | Katrin Beierl Jennifer Onasanya Austria e Mariama Jamanka Leonie Fiebig Germania |
| 17 gennaio 2021  | Sankt Moritz         | A due      | Stephanie Schneider Leonie Fiebig Germania | Elana Meyers-Taylor Sylvia Hoffman Stati Uniti                                   | Melanie Hasler Irina Strebel Svizzera                                            |
| 24 gennaio 2021  | Schönau am Königssee | A due      | Kim Kalicki Ann-Christin Strack Germania   | Stephanie Schneider Tamara Seer Germania                                         | Elana Meyers-Taylor Sylvia Hoffman Stati Uniti                                   |
| 31 gennaio 2021  | Innsbruck            | A due      | Kaillie Humphries Lolo Jones Stati Uniti   | Elana Meyers-Taylor Lake Kwaza Stati Uniti                                       | Katrin Beierl Jennifer Onasanya Austria                                          |

### Uomini
| Data             | Località             | Specialità | Primi classificati                                                               | Secondi classificati                                                                 | Terzi classificati                                                                          |
| ---------------- | -------------------- | ---------- | -------------------------------------------------------------------------------- | ------------------------------------------------------------------------------------ | ------------------------------------------------------------------------------------------- |
| 21 novembre 2020 | Sigulda              | A due      | Francesco Friedrich Thorsten Margis Germania                                     | Johannes Lochner Christian Rasp Germania                                             | Michael Vogt Sandro Michel Svizzera                                                         |
| 22 novembre 2020 | Sigulda              | A due      | Francesco Friedrich Alexander Schüller Germania                                  | Johannes Lochner Eric Franke Germania                                                | Michael Vogt Sandro Michel Svizzera                                                         |
| 28 novembre 2020 | Sigulda              | A due      | Francesco Friedrich Thorsten Margis Germania                                     | Oskars Ķibermanis Matīss Miknis Lettonia                                             | Simon Friedli Gregory Jones Svizzera                                                        |
| 29 novembre 2020 | Sigulda              | A due      | Francesco Friedrich Alexander Schüller Germania                                  | Michael Vogt Sandro Michel Svizzera                                                  | Johannes Lochner Christian Rasp Germania                                                    |
| 12 dicembre 2020 | Innsbruck            | A due      | Johannes Lochner Eric Franke Germania                                            | Francesco Friedrich Thorsten Margis Germania                                         | Oskars Ķibermanis Matīss Miknis Lettonia                                                    |
| 13 dicembre 2020 | Innsbruck            | A due      | Francesco Friedrich Thorsten Margis Germania                                     | Johannes Lochner Christian Rasp Germania                                             | Oskars Ķibermanis Matīss Miknis Lettonia                                                    |
| 19 dicembre 2020 | Innsbruck            | A due      | Francesco Friedrich Alexander Schüller Germania                                  | Oskars Ķibermanis Matīss Miknis Lettonia                                             | Johannes Lochner Christian Rasp Germania                                                    |
| 20 dicembre 2020 | Innsbruck            | A due      | Francesco Friedrich Alexander Schüller Germania                                  | Oskars Ķibermanis Matīss Miknis Lettonia                                             | Johannes Lochner Christian Rasp Germania e Hans Peter Hannighofer Marcel Kornhardt Germania |
| 9 gennaio 2021   | Winterberg           | A due      | Francesco Friedrich Thorsten Margis Germania                                     | Johannes Lochner Eric Franke Germania                                                | Benjamin Maier Markus Sammer Austria                                                        |
| 10 gennaio 2021  | Winterberg           | A quattro  | Francesco Friedrich Thorsten Margis Candy Bauer Alexander Schüller Germania      | Justin Kripps Ryan Sommer Cam Stones Benjamin Coakwell Canada                        | Benjamin Maier Sascha Stepan Markus Sammer Kristian Huber Austria                           |
| 16 gennaio 2021  | Sankt Moritz         | A due      | Francesco Friedrich Alexander Schüller Germania                                  | Johannes Lochner Florian Bauer Germania                                              | Justin Kripps Cam Stones Canada                                                             |
| 17 gennaio 2021  | Sankt Moritz         | A quattro  | Francesco Friedrich Thorsten Margis Martin Grothkopp Alexander Schüller Germania | Benjamin Maier Dănuț Ion Moldovan Markus Sammer Kristian Huber Austria               | Justin Kripps Ryan Sommer Cam Stones Benjamin Coakwell Canada                               |
| 23 gennaio 2021  | Schönau am Königssee | A due      | Francesco Friedrich Thorsten Margis Germania                                     | Johannes Lochner Eric Franke Germania                                                | Benjamin Maier Kristian Huber Austria                                                       |
| 24 gennaio 2021  | Schönau am Königssee | A quattro  | Francesco Friedrich Thorsten Margis Martin Grothkopp Alexander Schüller Germania | Benjamin Maier Dănuț Ion Moldovan Markus Sammer Sascha Stepan Austria                | Johannes Lochner Florian Bauer Christopher Weber Christian Rasp Germania                    |
| 30 gennaio 2021  | Innsbruck            | A due      | Francesco Friedrich Alexander Schüller Germania                                  | Oskars Ķibermanis Matīss Miknis Lettonia                                             | Rostislav Gajtjukevič Michail Mordasov Russia                                               |
| 31 gennaio 2021  | Innsbruck            | A quattro  | Francesco Friedrich Thorsten Margis Candy Bauer Alexander Schüller Germania      | Benjamin Maier Sascha Stepan Dănuț Ion Moldovan Markus Sammer Kristian Huber Austria | Justin Kripps Ryan Sommer Cam Stones Benjamin Coakwell Canada                               |

## Classifiche

### Bob a due donne
| Pos. | Nome pilota         | Nazione       | SIG-1 | SIG-2 | INN-1 | INN-2 | WIN | STM | KÖN | INN-3 | Punti |
| ---- | ------------------- | ------------- | ----- | ----- | ----- | ----- | --- | --- | --- | ----- | ----- |
| 1    | Katrin Beierl       | Austria       | 2     | 4     | 5     | 4     | 3   | 10  | 5   | 3     | 1506  |
| 2    | Kim Kalicki         | Germania      | 3     | 2     | 2     | 3     | 2   | -   | 1   | 6     | 1431  |
| 3    | Mariama Jamanka     | Germania      | 1     | 2     | 3     | -     | 3   | 4   | 6   | 8     | 1363  |
| 4    | Andreea Grecu       | Romania       | 6     | 6     | 9     | 6     | 8   | 11  | 13  | 9     | 1248  |
| 5    | Laura Nolte         | Germania      | DNS   | 1     | 1     | 2     | 1   | 6   | -   | -     | 1061  |
| 6    | Melanie Hasler      | Svizzera      | 4     | 5     | 7     | 5     | 13  | 3   | -   | -     | 1048  |
| 7    | Martina Fontanive   | Svizzera      | 8     | DSQ   | 11    | 13    | 14  | 5   | 10  | -     | 856   |
| 8    | Breeana Walker      | Australia     | -     | -     | 8     | 10    | 9   | 9   | 12  | 13    | 856   |
| 9    | Mica McNeill        | Gran Bretagna | -     | -     | 4     | 7     | 12  | 16  | 14  | 14    | 808   |
| 10   | Elana Meyers-Taylor | Stati Uniti   | -     | -     | -     | -     | 7   | 2   | 3   | 2     | 788   |

### Bob a due uomini
| Pos. | Nome pilota           | Nazione   | SIG-1 | SIG-2 | SIG-3 | SIG-4 | INN-1 | INN-2 | INN-3 | INN-4 | WIN | STM | KÖN | INN-5 | Punti |
| ---- | --------------------- | --------- | ----- | ----- | ----- | ----- | ----- | ----- | ----- | ----- | --- | --- | --- | ----- | ----- |
| 1    | Francesco Friedrich   | Germania  | 1     | 1     | 1     | 1     | 2     | 1     | 1     | 1     | 1   | 1   | 1   | 1     | 2685  |
| 2    | Johannes Lochner      | Germania  | 2     | 2     | 5     | 3     | 1     | 2     | 3     | 3     | 2   | 2   | 2   | 5     | 2453  |
| 3    | Dominik Dvořák        | Rep. Ceca | 8     | 10    | 6     | 10    | 4     | 5     | 8     | 9     | 11  | 12  | 14  | 4     | 1880  |
| 4    | Oskars Ķibermanis     | Lettonia  | 6     | 8     | 2     | 7     | 3     | 3     | 2     | 2     | -   | -   | 15  | 2     | 1848  |
| 5    | Michael Vogt          | Svizzera  | 3     | 3     | 8     | 2     | 4     | 15    | 5     | 6     | 4   | 5   | -   | -     | 1794  |
| 6    | Simon Friedli         | Svizzera  | 9     | 6     | 3     | DNS   | 11    | 9     | 10    | 14    | 10  | 8   | 16  | -     | 1472  |
| 7    | Oskars Melbārdis      | Lettonia  | -     | -     | 7     | 4     | 10    | 10    | 11    | 6     | -   | 6   | 6   | 12    | 1440  |
| 8    | Christoph Hafer       | Germania  | 4     | 4     | 4     | 5     | 6     | 7     | -     | -     | 8   | -   | 4   | -     | 1432  |
| 9    | Ralfs Bērziņš         | Lettonia  | 5     | 5     | 9     | 6     | 9     | 8     | 7     | 10    | -   | 16  | -   | -     | 1416  |
| 10   | Rostislav Gajtjukevič | Russia    | -     | -     | -     | -     | 8     | 4     | 6     | 5     | 6   | 9   | 13  | 3     | 1360  |

### Bob a quattro uomini
| Pos. | Nome pilota           | Nazione   | WIN | STM | KÖN | INN | Punti |
| ---- | --------------------- | --------- | --- | --- | --- | --- | ----- |
| 1    | Francesco Friedrich   | Germania  | 1   | 1   | 1   | 1   | 900   |
| 2    | Benjamin Maier        | Austria   | 3   | 2   | 2   | 2   | 830   |
| 3    | Justin Kripps         | Canada    | 2   | 3   | 5   | 3   | 794   |
| 4    | Johannes Lochner      | Germania  | 5   | 4   | 3   | 4   | 768   |
| 5    | Rostislav Gajtjukevič | Russia    | 4   | 6   | 9   | 5   | 704   |
| 6    | Christoph Hafer       | Germania  | 6   | 9   | 4   | 9   | 672   |
| 7    | Aleksej Stul'nev      | Russia    | 7   | 10  | 10  | 10  | 600   |
| 8    | Oskars Melbārdis      | Lettonia  | -   | 5   | 6   | 12  | 488   |
| 9    | Dominik Dvořák        | Rep. Ceca | 9   | 13  | 12  | 17  | 488   |
| 10   | Romain Heinrich       | Francia   | 8   | 12  | 17  | 18  | 456   |

### Combinata uomini
| Pos. | Nome pilota           | Nazione   | Punti |
| ---- | --------------------- | --------- | ----- |
| 1    | Francesco Friedrich   | Germania  | 3585  |
| 2    | Johannes Lochner      | Germania  | 3221  |
| 3    | Dominik Dvořák        | Rep. Ceca | 2368  |
| 4    | Christoph Hafer       | Germania  | 2104  |
| 5    | Michael Vogt          | Svizzera  | 2074  |
| 6    | Rostislav Gajtjukevič | Russia    | 2064  |
| 7    | Oskars Ķibermanis     | Lettonia  | 2032  |
| 8    | Oskars Melbārdis      | Lettonia  | 1928  |
| 9    | Benjamin Maier        | Austria   | 1918  |
| 10   | Simon Friedli         | Svizzera  | 1826  |